# ديك هارلي (لاعب كرة قاعدة)
ديك هارلي (بالإنجليزية: Dick Harley)‏ هو لاعب كرة قاعدة أمريكي، ولد في 18 أغسطس 1874 في سبرينغفيلد في الولايات المتحدة، وتوفي بنفس المكان في 16 مايو 1961.

## وصلات خارجية
- ديك هارلي (لاعب كرة قاعدة) على موقعبيزبول رفرنس.كوم (الدوري الرئيسي) (الإنجليزية)
- ديك هارلي (لاعب كرة قاعدة) على موقعبيزبول رفرنس.كوم (الدوري الثانوي) (الإنجليزية)